# Matteo Mazzalupi
Matteo Mazzalupi  est un historien de l'art, un critique d'art et un écrivain italien contemporain, spécialiste de l'attribution des œuvres d'art.

## Biographie
Matteo Mazzalupi, né à Rome en 1977, se distingue surtout par l'étude de documents d'archives permettant de retablir l'histoire et la paternité d'œuvres anonymes anciennes (XIVe  au  XVIe siècle).

## Attribution des œuvres avant 2002 sous le nom de Carlo da Camerino
En 2002, Matteo Mazzalupi, à l'occasion de l'exposition  Il Quattrocento a Camerino, a fait une nouvelle interprétation de l'écrit daté de 1396, sur une peinture sur bois conservée dans l'église San Michele Arcangelo à Macerata Feltria : ALV......DECI..CARELLU DA CAMERINO PIN... en  ALVUCCIU DE CICCARELLU DA CAMERINO PINXIT, attribuant finalement la peinture au peintre Olivuccio di Ciccarello da Camerino.
Ainsi à partir de 2002, toutes les œuvres attribuées antérieurement à Carlo da Camerino ont été rendues a Olivuccio di Ciccarello da Camerino, ce qui laisse supposer un accord unanime sur la nouvelle attribution.

## Quelques ouvrages
- Andrea De Marchi, Matteo Mazzalupi, Pittori ad Ancona nel Quattrocento, Motta, 2008.
- Matteo Ceriana, Matteo Mazzalupi, Isabella Righetti, Pinacoteca Brera, Francesco Menzocchi pittore raro e mutevole: il trittico urbinate della Deposizione, 1544, Electa, 2004  (ISBN 8837034903 et 9788837034900)
- Barbara Mastrocola, Matteo Mazzalupi, Le collezioni d'arte della Pinacoteca civica di Camerino, Éditeur 24 Ore, 2007.